# Atomic Rooster

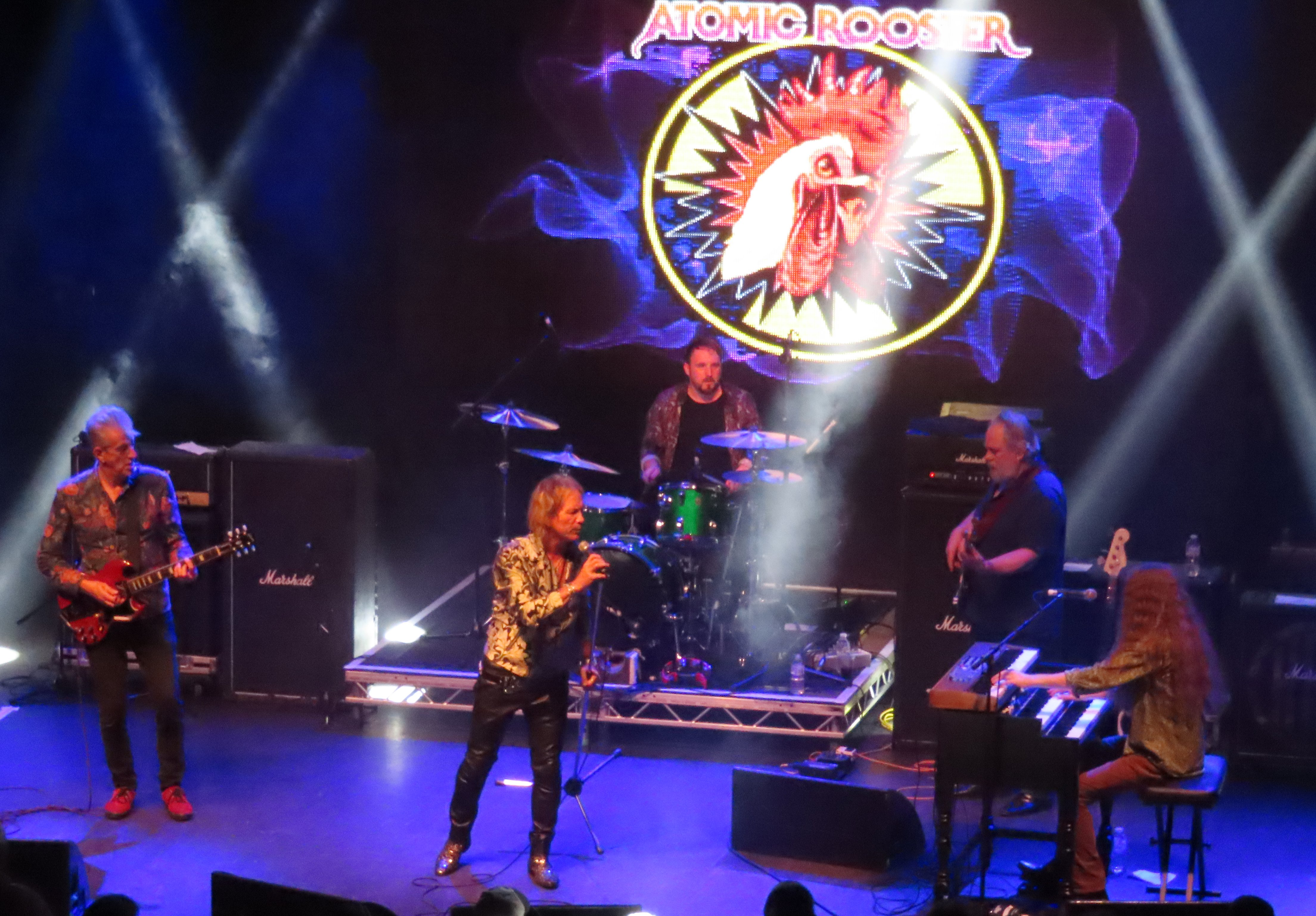
Das reformierte Line-up von 2016 umfasst: Pete French – Gesang (1971, 2016–aktuell) – spielt auch bei Leaf Hound. Steve Bolton – Gitarre (1971–1972, 2016–present), Adrian Gautrey – Keyboards (2017–present), Shug Millidge – Bassgitarre (2016–present)

Atomic Rooster ist eine britische Rockband, die im Juli 1969 von Vincent Crane (Keyboard) und Carl Palmer (Schlagzeug) gegründet wurde. Beide hatten sich kurz zuvor von The Crazy World of Arthur Brown verabschiedet.

## Bandgeschichte
Ihren ersten Auftritt hatten Atomic Rooster am 29. August 1969 im Londoner Lyceum als Vorgruppe von Deep Purple. Im März 1970 verließ Bassist, Sänger und Flötist Nick Graham die Band und wurde durch den Gitarristen und Sänger John Du Cann ersetzt. Carl Palmer verließ im Juni 1970 die Band, um mit Keith Emerson und Greg Lake die Progressive-Rock-Band Emerson, Lake and Palmer zu gründen. Paul Hammond ersetzte Carl Palmer als neuer Schlagzeuger.
Die Band spielte auf ihren ersten Alben bis einschließlich In Hearing of.. zunächst Hardrock mit Tendenz zum Gothic Rock sowie Bluesrock. Geprägt war ihr Klangbild stark durch die Hammondorgel von Vincent Crane.
1971 kam Pete French als Sänger zu Atomic Rooster. Die Band hatte in diesem Jahr zwei Hitsingles, Tomorrow Night (# 11 in den britischen und # 42 in den deutschen Charts) und The Devil's Answer (# 4 in den britischen und # 25 in den deutschen Charts). Aber nachdem das Album fertiggestellt war und Vincent Crane einige Gitarrenparts in den Songs entfernte, verließen John Du Cann und Paul Hammond die Band und gründeten mit dem Bassisten John Gustafson die Band Daemon und danach Hard Stuff. Peter French schloss sich Cactus und später der deutschen Funkband Randy Pie an. Neu hinzu kamen Chris Farlowe (Gesang) und Steve Bolton. Es folgten noch einige Alben und Tourneen durch Europa und Amerika, bevor Crane die Band 1975 auflöste.
1980 gab es eine Wiederbelebung von Atomic Rooster. Neue Aufnahmen wurden veröffentlicht und die Band ging wieder auf Tour. 1984 löste Crane Atomic Rooster zum zweiten Mal auf. Er spielte 1985 mit Dexys Midnight Runners, die sich 1987 trennten. Crane versuchte einen erneuten Anfang mit Atomic Rooster. Allerdings erkrankte er, und die geplante Deutschland-Tour musste abgesagt werden. Crane starb 1989 an einer Überdosis Tabletten.
Seit 2016 tourt mit der Genehmigung der Witwe von Vincent Crane Atomic Rooster wieder mit den frühen Bandmitgliedern Pete French und Steve Bolton. Unterstützt werden sie dabei durch den Bassisten Shug Millidge, den Schlagzeuger Bo Walsh und den Keyboarder Christian Madden.

## Diskografie

### Studioalben
- 1970: Atomic Roooster
- 1970: Death Walks Behind You
- 1971: In Hearing of
- 1972: Made in England
- 1972: Live in London
- 1973: Nice ‘n’ Greasy
- 1980: Atomic Rooster
- 1981: Homework (veröffentlicht 2008)
- 1983: Headline News
- 1983: Live in Germany
- 1999: Millenium (Best of)

### Singles
- Friday the 13th / Banstead (1970)
- Tomorrow Night / Play the Game (1971)
- Devil's Answer / The Rock (1971)
- Stand by Me / Never to Lose (1972)
- Save Me / Close Your Eyes (1972)
- Tell Your Story, Sing Your Song (als Vincent Crane's Atomic Rooster, 1974)
- Do You Know Who's Looking for You? / Throw Your Life Away (1980)
- Do You Know Who's Looking for You? (Extended) / Throw Your Life Away (Maxi, 1980)
- Play It Again / Start to Live (1981)
- Play It Again / Start to Live / Devil's Answer (Live) (Maxi, 1981)
- End of the Day / Living Underground (1982)
- End of the Day / Living Underground / Tomorrow Night (Neue Version) (Maxi, 1982)
- Land of Freedom / Carnival (1983)
- Land of Freedom (extended version) / Carnival (Maxi, 1983)